# Blake Lively
Blake Ellender Brown (Los Ángeles, 25 de agosto de 1987), conocida como Blake Lively, es una actriz, modelo y empresaria estadounidense que saltó a la fama con su papel protagonista de Serena van der Woodsen en la serie Gossip Girl (2007-2012).

## Biografía

### Infancia
Lively nació con el nombre de Blake Ellender Brown el 25 de agosto de 1987, en el distrito de Tarzana, en Los Ángeles, California. Es hija de los actores Elaine Lively y Ernest Ernie Wilson Brown, se crio en una familia practicante de la convención Bautista del Sur.[cita requerida]
Blake es la más pequeña de cinco hermanos; tiene un hermano mayor, Eric Lively, dos medio-hermanas, Lori y Robyn, y un medio-hermano, Jason. Sus padres y todos sus hermanos están, o han estado, en la industria del entretenimiento. Durante su infancia, sus padres la llevaron con ellos a las clases de interpretación donde enseñaban, porque no querían dejarla con una niñera. Durante el verano entre su tercer y cuarto año de la escuela secundaria, su hermano Eric le pidió a su agente enviarla a unas audiciones durante un período de unos pocos meses. De estas pocas audiciones, consiguió el papel de Bridget para The Sisterhood of the Traveling Pants. Lively filmó sus escenas entre su tercer y cuarto año en Burbank High School.[cita requerida]

### Vida privada

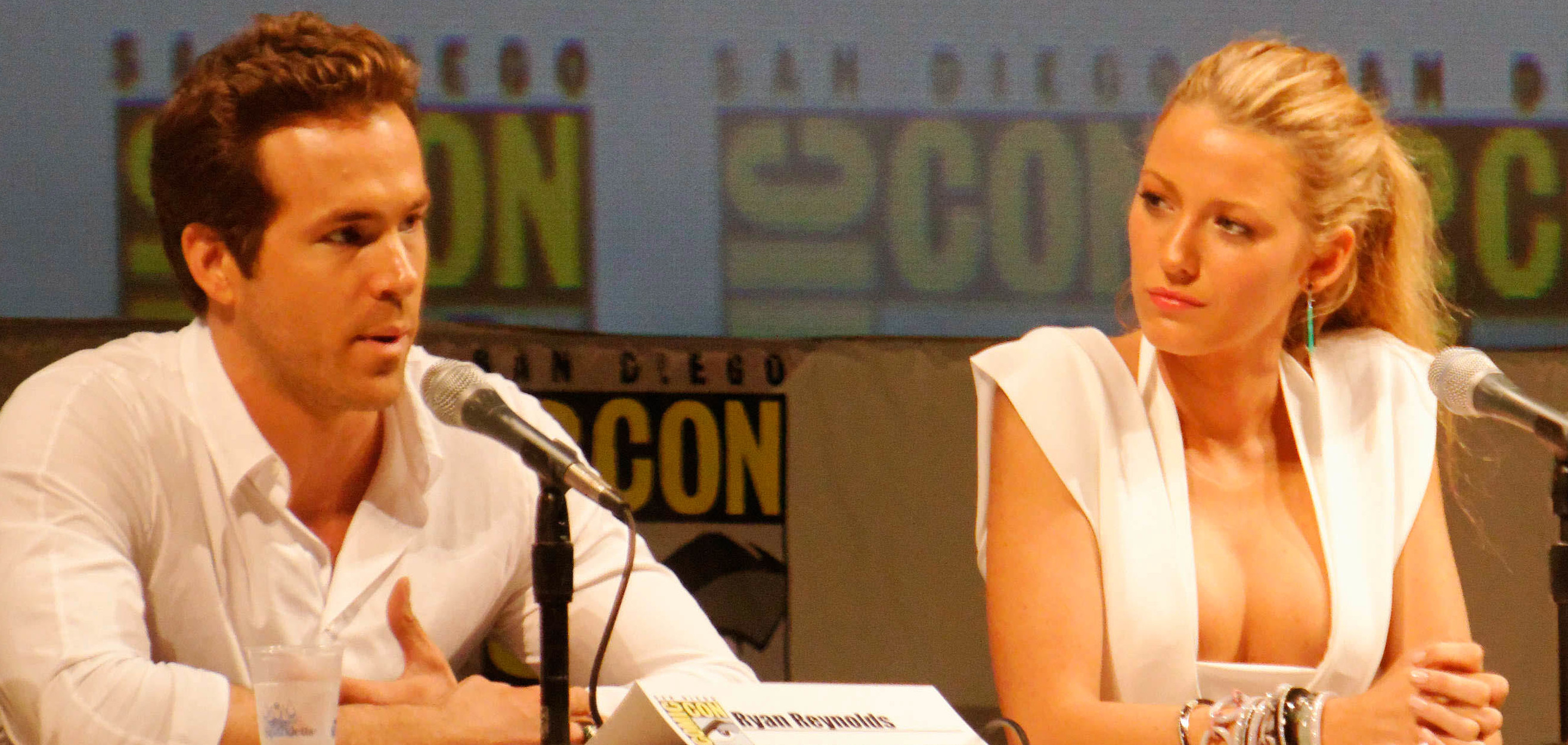
Lively con su marido Ryan Reynolds en la Comic-Con de 2010

En octubre de 2011 comenzó una relación con su compañero de reparto en Linterna Verde, Ryan Reynolds. La pareja se casó el 9 de septiembre de 2012, en Boone Hall en Mount Pleasant, Carolina del Sur.
En octubre de 2014 anunció que estaba esperando su primera hija junto a su marido. El 31 de diciembre de 2014 se convirtió en madre de una niña llamada James. En abril de 2016 fue confirmado que estaba esperando su segundo hijo con su marido. El 30 de septiembre de 2016 se convirtió en madre por segunda vez de una niña a la cual llamaron Inez. En mayo de 2019 anunció públicamente que estaba esperando su tercera hija, Betty, la cual nació en octubre de ese mismo año. En septiembre de 2022 se hizo público que estaba embarazada por cuarta vez. En febrero de 2023 se hizo público el nacimiento de su hijo sin revelar el sexo del bebé.

## Controversias
En diciembre del 2024, Lively habría hecho una queja pública sobre el productor Justin Baldoni, por comportamientos indeseables, por el cual él respondió con una denuncia ante la justicia.

## Trayectoria profesional
Lively debe su notoriedad especialmente, por interpretar al personaje de Serena van der Woodsen, en la serie Gossip Girl de la cadena The CW emitida desde 2007 a 2012. En su filmografía son destacables el drama teen titulado The Sisterhood of the Traveling Pants (2005) y su secuela (2008); el romance The Age of Adaline (2015) y The Shallows (2016).
La seña de identidad de Lively son sus rasgos físicos y la vestimenta que luce, al más puro estilo Old Hollywood. Blake ha sido nombrada como una de las «100 personas más influyentes» por la revista Time; «La Mujer más deseable» por la revista AskMen.com; y una de las «Mujeres más Bellas» por la revista People.

### Cinematográfica

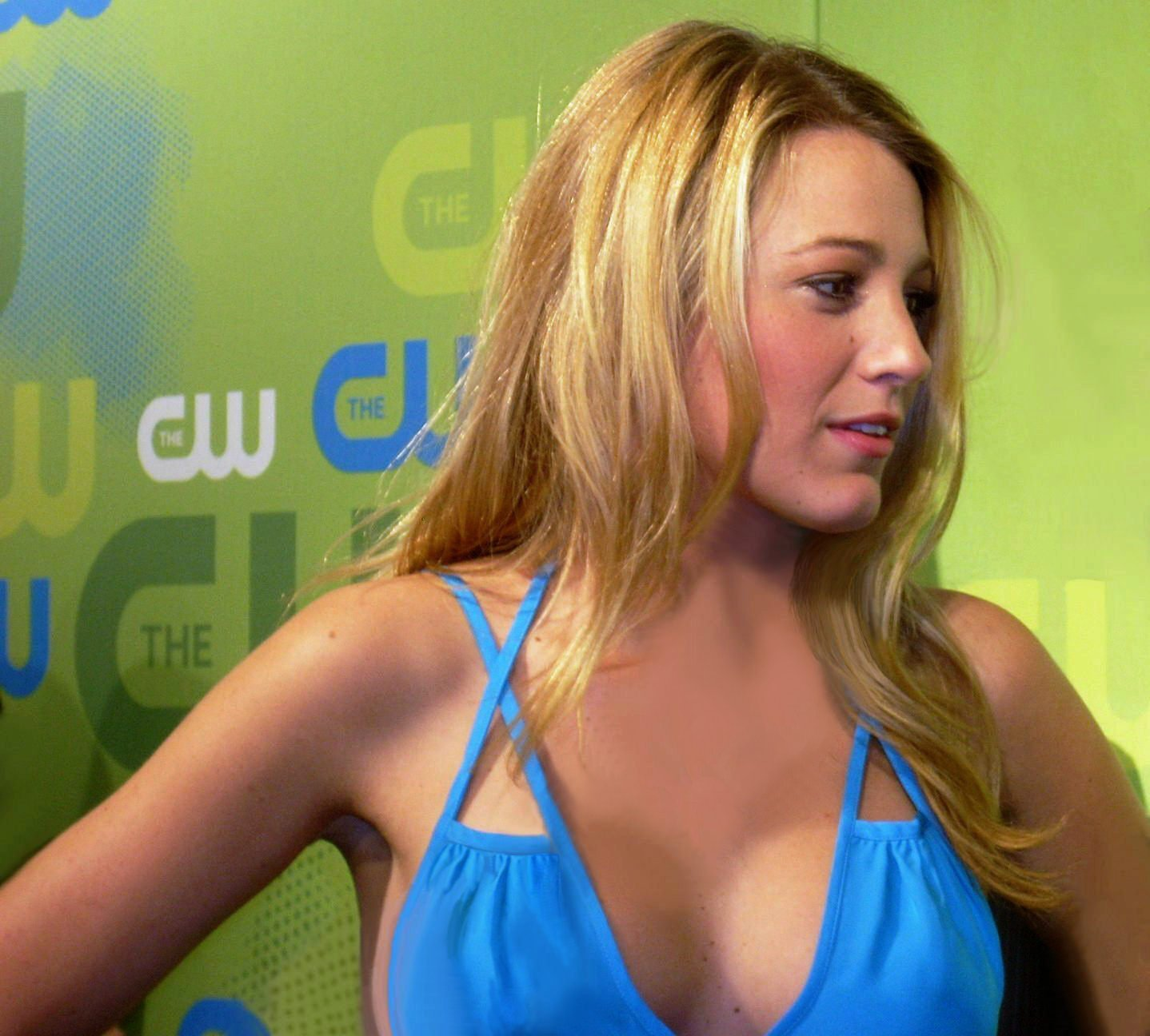
Lively en el estreno de la película The Sisterhood of the Traveling Pants 2 el 8 de agosto de 2008 en la ciudad de Nueva York.

Blake Lively comenzó su carrera como actriz a los 11 años, cuando apareció en la película Sandman (1998), dirigida por su padre. Ella describe su papel en la película como si hubiera sido una "pequeña parte".
En 2005 apareció en la adaptación cinematográfica de la novela del mismo nombre, The Sisterhood of the Traveling Pants como Bridget, una de las cuatro chicas protagonistas. Su actuación en la película le valió la nominación a los Teen Choice Awards en la categoría "Revelación Femenina en Cine". La película está coprotagonizada por Alexis Bledel, Amber Tamblyn y America Ferrera y cuenta con la dirección de Ken Kwapis.
Posteriormente, coprotagonizó una película junto a Justin Long, Accepted (2006), así como tuvo un pequeño papel en la película de terror, Simon Says donde, a pesar de no ser bien recibida por los críticos, la actuación de Lively le valió el premio "Logro" de Hollywood Life.
En 2007, Blake interpretó a uno de los dos personajes de la película Elvis and Anabelle, como Anabelle, una chica bulímica con la esperanza de ganar un concurso de belleza. Lively dijo que para meterse en el personaje había tenido que "perder un gran peso" para su altura, admitiendo que fue un proceso difícil para ella porque la comida es "el amor Nº 1 de mi vida".
En el mundo de las series, Lively fue escogida por  The CW Television Network para protagonizar la exitosa Gossip Girl, basada en la serie de libros del mismo nombre de Cecily von Ziegesar. En ella, interpreta a Serena van der Woodsen, una atractiva, joven y multimillonaria chica de dieciséis años del Upper East Side de Nueva York. La serie fue estrenada en septiembre de 2007 con gran aceptación.
En 2008, Blake repitió su papel en la secuela The Sisterhood of the Traveling Pants 2. Al igual que en la primera película, Lively fue recibida positivamente por los críticos y, en noviembre de ese mismo año, la película había recaudado más de $44 millones en taquilla.
En 2009, Lively apareció como Gabrielle DiMarco, una menor de edad, en la comedia romántica, New York, I Love You, una secuela de la película de 2006 Paris, je t'aime. A pesar de la recepción positiva por parte de los críticos, la película tuvo una recaudación de taquilla más bien pobre.

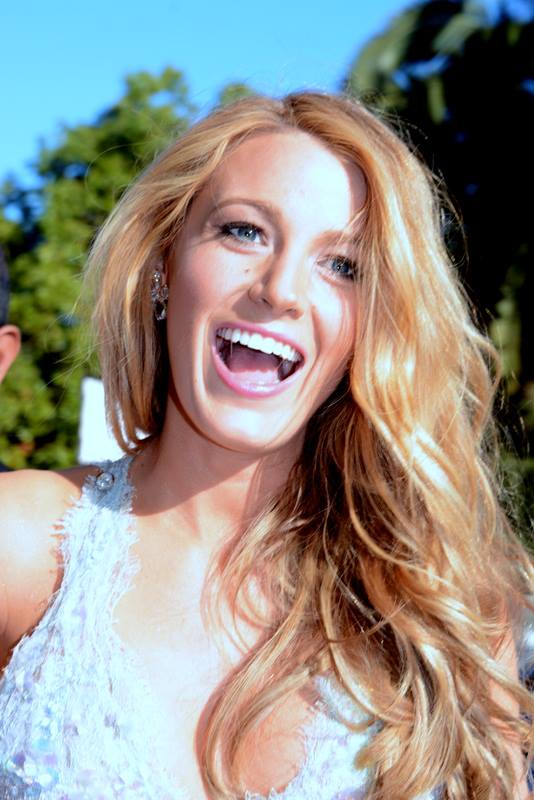
Blake Lively en el Festival de Cannes del año 2014

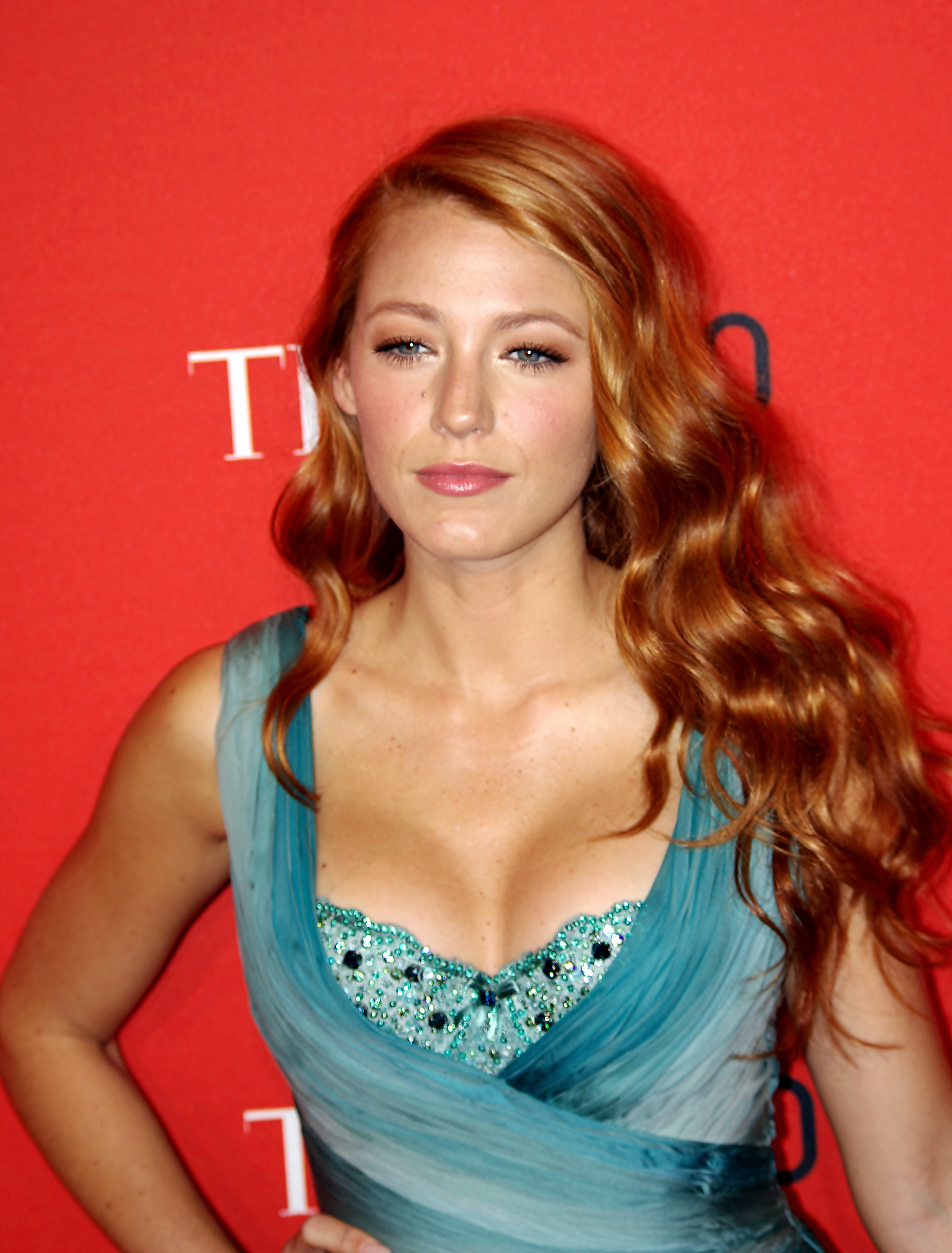
Lively en la gala Time 100 de 2011.

Uno de los papeles más aclamados de Lively hasta el momento es su papel secundario como la versión joven de la protagonista en The Private Lives of Pippa Lee en 2009. Paul Byrnes, de Brisbane Times, describió el papel de Blake en la película como "sensacional".
En octubre de 2009, Blake Lively comenzó a filmar sus escenas para su papel como Krista Coughlin en la película The Town (2010), basada en la novela Prince of Thieves de Chuck Hogan. La película, que también está protagonizada y dirigida por Ben Affleck, fue lanzada en Estados Unidos el 17 de septiembre de 2010.
En enero de 2010, se anunciaba que participaría en la película de DC Comics, Linterna Verde como Carol Ferris, el amor de Hal Jordan (Ryan Reynolds). La película recaudó mundialmente un total de $219.851.172, pero se consideró un fracaso del verano ya que "no llevó a cabo las expectativas" a pesar de que recaudó más de su presupuesto.
Lively apareció en el video musical "I Just Had Sex", junto con Jessica Alba en diciembre de 2010.
En 2012 se estrenó Savages, una película de Oliver Stone, donde comparte cartel con Taylor Kitsch, Aaron Johnson, Salma Hayek, Benicio del Toro y John Travolta. Lively fue originalmente considerada para el papel principal en la película de Steven Soderbergh, The Side Effects, pero más tarde se informó de que Rooney Mara interpretaría ese papel.
Ese mismo año, también fue considerada para interpretar a Tiffany Maxwell en la película de David O. Russell, Silver Linings Playbook pero quien lo interpretó fue la actriz Jennifer Lawrence a quien le valió un Premio Oscar este personaje.
Tras mantenerse algún tiempo alejada de las pantallas, Blake vuelve en 2015 en el drama romántico El secreto de Adaline a lado de Michiel Huisman y Harrison Ford, del director Lee Toland Krieger, interpretando a Adaline Bowman, una mujer de 29 años, que tras un accidente de auto se vuelve inmortal y vive ocultándose para no volverse objeto de estudios, hasta que conoce a un hombre del que se enamora y que pondría en riesgo su secreto. Según varios medios, este ha sido el personaje más fuerte de Lively hasta ahora. Varios críticos han aplaudido su actuación “Lively ha hecho un personaje adorable, si bien no es un papel de Oscar, va por buen camino”.
En 2015, grabó en Barcelona con el director Marc Foster, All I See Is You junto a Jason Clarke. La historia sigue a un matrimonio, encarnado por Lively y Clarke, cuyas vidas cambiarán drásticamente cuando ella recupere la vista después de haber estado ciega toda su vida. Forster tiene claro que Lively es la mejor para este papel: "Blake es una actriz increíble con una gran presencia en pantalla y Jason es un actor cautivador, fuerte y temido. Es una inspiración para mí, como director, poder tener la oportunidad de trabajar con ellos", ha afirmado el director.

En 2021 debuta como directora del video musical titulado I Bet You Think About Me (Taylor’s Version) (From The Vault) de la cantante americana Taylor Swift. Se estrenó el 15 de noviembre de 2021.

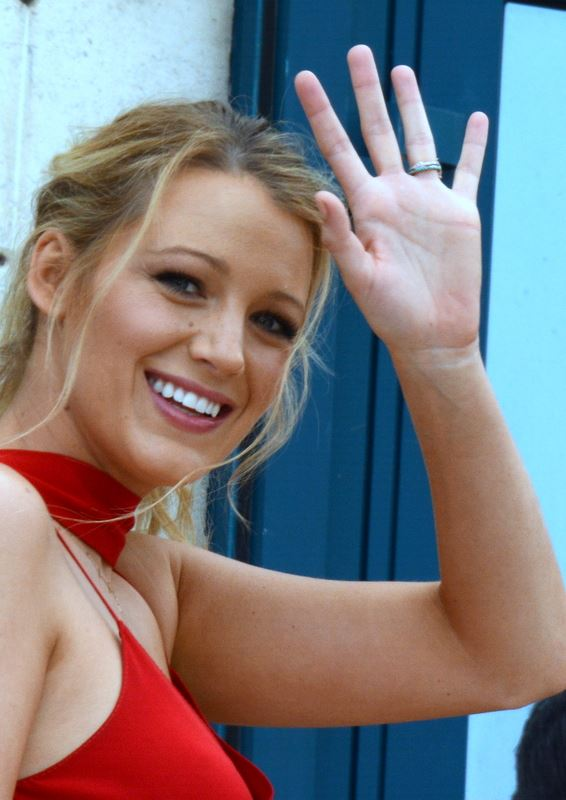
Lively en 2016

### Modelo
Como modelo, su primera portada de revista fue en noviembre de 2007 con la revista Cosmo Girl, donde habló de su tiempo en la escuela secundaria y su carrera antes de Gossip Girl.
En octubre, Lively y Penn Badgley aparecieron en MoveOn.org en apoyo de la campaña presidencial de Barack Obama. El comercial, dirigido por Doug Liman, salió al aire durante la emisión de Gossip Girl en CW, MTV y Comedy Central.
Ha sido la cara de la línea de bolsos Mademoiselle de Chanel, en 2011. Los directivos de Chanel no querían a Blake como cara de la firma ya que opinaban que su "look inferior y pobre" y su belleza americana no era lo que Chanel buscaba; además, afirmaban que no era una chica suficientemente sofisticada para representar a la valorada firma. Fue gracias al enamoramiento del atractivo de Blake por parte de Karl Lagerfeld, que la llevaron a ser la cara de la casa francesa.
En 2012, Lively fue elegida como la cara de la nueva fragancia de Gucci, titulada Gucci Premiere. Apareció en un anuncio dirigido por Nicolas Winding Refn para la fragancia. En 2013, también apareció en un video de la campaña de Gucci "Chime para el Cambio", que tiene como objetivo recaudar fondos y crear conciencia de los problemas de la mujer en términos de educación, salud y justicia.

## Filmografía

### Cine
| Cine | Cine                                    | Cine                         | Cine                         | Cine |
| Año  | Título original                         | Papel                        | Notas                        |      |
| ---- | --------------------------------------- | ---------------------------- | ---------------------------- | ---- |
| 1998 | Sandman                                 | Trixie / Hada de los Dientes |                              |      |
| 2005 | The Sisterhood of the Traveling Pants   | Bridget Vreeland             |                              |      |
| 2006 | Accepted                                | Monica Moreland              |                              |      |
| 2006 | Simon Says                              | Jenny                        |                              |      |
| 2007 | Elvis and Anabelle                      | Anabelle Leigh               |                              |      |
| 2008 | The Sisterhood of the Traveling Pants 2 | Bridget Vreeland             |                              |      |
| 2009 | New York, I Love You                    | Gabrielle DiMarco            |                              |      |
| 2009 | The Private Lives of Pippa Lee          | Pippa Lee (joven)            |                              |      |
| 2010 | The Town                                | Kristina «Kris» Coughlin     |                              |      |
| 2011 | Green Lantern                           | Carol Ferris                 |                              |      |
| 2011 | Hick                                    | Glenda                       |                              |      |
| 2012 | Savages                                 | Ophelia «O» Sage             |                              |      |
| 2015 | The Age of Adaline                      | Adaline Bowman               |                              |      |
| 2016 | The Shallows                            | Nancy Adams                  |                              |      |
| 2016 | Café Society                            | Veronica Hayes               |                              |      |
| 2017 | All I See Is You                        | Gina                         |                              |      |
| 2018 | A Simple Favor                          | Emily Nelson                 |                              |      |
| 2020 | The Rhythm Section                      | Stephanie Patrick            |                              |      |
| 2024 | IF                                      | Octopuss                     | Papel de voz                 |      |
| 2024 | Deadpool & Wolverine                    | Lady Deadpool                | Cameo                        |      |
| 2024 | It Ends with Us                         | Lily Bloom                   | También productora ejecutiva |      |
| 2025 | Another Simple Favor                    | Emily Nelson                 |                              |      |

### Televisión
| Televisión | Televisión      | Televisión             | Televisión                                       |
| Año        | Título original | Papel                  | Notas                                            |
| ---------- | --------------- | ---------------------- | ------------------------------------------------ |
| 2007–2012  | Gossip Girl     | Serena van der Woodsen | Protagonista; serie de TV The CW (121 episodios) |

### Videos musicales
| Vídeo musicales | Vídeo musicales                             | Vídeo musicales            | Vídeo musicales |
| Año             | Título original                             | Papel                      | Notas           |
| --------------- | ------------------------------------------- | -------------------------- | --------------- |
| 2010            | I Just Had Sex                              | The Lonely Island con Akon |                 |
| 2021            | I Bet You Think About Me (Taylor’s Version) | Taylor Swift               | Directora       |

## Premios y nominaciones
| Año  | Premio                                                | Categoría | Trabajo nominado                      | Resultado |
| ---- | ----------------------------------------------------- | --- | ------------------------------------- | --------- |
| 2005 | Teen Choice Awards                                    | Actriz revelación | The Sisterhood of the Traveling Pants | Nominada  |
| 2008 | Teen Choice Awards                                    | Actriz de televisión: drama | Gossip Girl                           | Ganadora  |
| 2008 | Teen Choice Awards                                    | Estrella femenina revelación de la televisión | Gossip Girl                           | Ganadora  |
| 2008 | Newport Beach Film Festival                           | Actriz revelación | Elvis and Anabelle                    | Ganadora  |
| 2009 | Astra Awards                                          | Actriz o personalidad internacional favorita | Gossip Girl                           | Nominada  |
| 2009 | Prism Awards                                          | Rendimiento en un episodio dramático | Gossip Girl                           | Nominada  |
| 2009 | Teen Choice Awards                                    | Actriz de TV: Drama | Gossip Girl                           | Nominada  |
| 2009 | Teen Choice Awards                                    | Mujer sexy | Ella misma                            | Nominada  |
| 2010 | National Board of Review                              | Mejor actuación por un elenco (Compartido con Slaine, Jon Hamm, Ben Affleck, Chris Cooper, Jeremy Renner, Titus Welliver, Pete Postlethwaite y Rebecca Hall) | The Town                              | Ganadora  |
| 2010 | Washington D. C. Area Film Critics Association Awards | Mejor actuación por un elenco (Compartido con Slaine, Jon Hamm, Ben Affleck, Chris Cooper, Jeremy Renner, Titus Welliver, Pete Postlethwaite y Rebecca Hall) | The Town                              | Ganadora  |
| 2010 | San Diego Film Critics Society Awards                 | Mejor actriz de reparto | The Town                              | Nominada  |
| 2010 | Teen Choice Awards                                    | Actriz de televisión: drama | Gossip Girl                           | Nominada  |
| 2011 | Teen Choice Awards                                    | Actriz de televisión: drama | Gossip Girl                           | Ganadora  |
| 2011 | Teen Choice Awards                                    | Actriz de cine: Ciencia ficción/fantasía | Linterna Verde                        | Nominada  |
| 2011 | Broadcast Film Critics Association Awards             | Mejor actuación por un elenco (Compartido con Slaine, Jon Hamm, Ben Affleck, Chris Cooper, Jeremy Renner, Titus Welliver, Pete Postlethwaite y Rebecca Hall) | The Town                              | Nominada  |
| 2011 | ShoWest Convention                                    | Artista revelación del año | Ella misma                            | Ganadora  |